# ラチエン通り

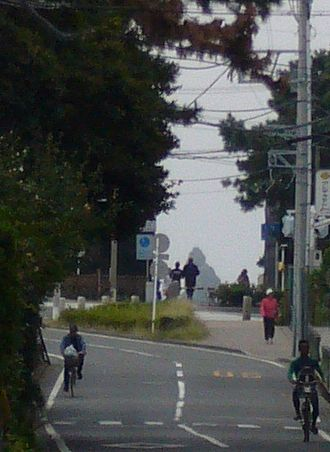
ラチエン通り（菱沼海岸付近）から望む烏帽子岩

ラチエン通り（ラチエンどおり）は、神奈川県茅ヶ崎市にある市道の愛称である。

## 概要
国道1号（TOTO研究所の脇）から、国道134号の元パシフィックパーク茅ヶ崎（現・パシフィックガーデン）まで伸びる市道。茅ヶ崎市の「みちの愛称事業」により、2001年2月に「ラチエン通り」が正式な愛称となった。
通りの名は、ドイツの貿易商のルドルフ・ラチエンが、1932年（昭和7年）に建てた別荘沿いの道であったことに因む。ラチエンがこの道筋に桜並木を作ったことから、当時は桜道とも呼ばれた。
1663年（寛文3年）、茅ヶ崎村と小和田村（後の松林村大字小和田）の間に漁業水域争いが起き、翌年、菱沼の手白塚から烏帽子岩を見通した線を村境とし、それぞれの漁場の境ともしたことから、村の境界、つまり郷境とも呼ばれた。
この通りを海岸に向かって行くと、烏帽子岩が正面に見える。周囲の砂防林のために錯覚で大きく見えるので撮影スポットとして有名である。
この通りと交差する東海道本線の踏切は「異人館踏切」という名称であるが、これはイギリス人ボールデンの邸宅に因むもので、ラチエン邸とは関係ない。

## 通りに因む楽曲
茅ヶ崎市出身の桑田佳祐が率いるサザンオールスターズの1979年発売のアルバム『10ナンバーズ・からっと』に収録された楽曲「ラチエン通りのシスター」は、ラチエン通りの近くに住む桑田の中学時代の初恋の相手のことを歌った曲とされる。